# Platygaster atrae
Platygaster atrae är en stekelart som beskrevs av Fouts 1924. Platygaster atrae ingår i släktet Platygaster och familjen gallmyggesteklar. Inga underarter finns listade i Catalogue of Life.